# Heterotheca zionensis
Heterotheca zionensis là một loài thực vật có hoa trong họ Cúc. Loài này được Semple mô tả khoa học đầu tiên năm 1987.